# Lakeview North (Wyoming)
Lakeview North es un Lugar designado por el censo ubicado en el condado de Platte en el estado estadounidense de Wyoming. En el año 2010 tenía una población de 84 habitantes y una densidad poblacional de 38.18 personas por km² .

## Geografía
Lakeview North se encuentra ubicado en las coordenadas 42°5′49.46″N 104°57′31.28″O / 42.0970722, -104.9586889. Según la Oficina del Censo, la localidad tiene un área total de 2,2 km² (0,8 mi²), de la cual 2,2 km² (0,8 mi²) es tierra y 0 km² (0 mi²) (0.0%) es agua.

### Localidades adyacentes
El siguiente diagrama muestra a las localidades en un radio de 60 kilómetros (37,3 mi) de Lakeview North.

## Demografía
En el 2000 la renta per cápita promedia del hogar era de $51.042, y el ingreso promedio para una familia era de $51.458. El ingreso per cápita para la localidad era de $20.245. En 2000 los hombres tenían un ingreso per cápita de $51.250 contra $26.250 para las mujeres. Alrededor del 13.6 de la población estaba bajo el umbral de pobreza nacional.